# Aggro Ansage Nr. 1
Aggro Ansage Nr. 1 è il primo Sampler album dell´etichetta Aggro Berlin. Fu pubblicato agli inizi del 2002.

## Tracce
1. Intro - (Bushido, Sido & B-Tight)
2. Aggro - (Bushido, Sido & B-Tight)
3. Märkisches viertel - (B-Tight)
4. Cordonsport Massenmord - (Bushido & Fler)
5. Arschficksong - (Sido)
6. Boss - (Bushido)
7. Alles ist die Sekte - (A.i.d.S. feat. Mesut)